# Piala (bướm đêm)
Piala là một chi bướm đêm thuộc họ Noctuidae.